# Gábor Gabos
Gábor Gabos (né à Budapest le 4 janvier 1930, et mort dans cette ville le 27 août 2014,) est un pianiste classique hongrois.

## Biographie
Gábor Gabos remporte le 5e prix du concours musical international Reine-Élisabeth-de-Belgique en 1960, et un an plus tard le concours Liszt-Bartók, puis entame une carrière internationale. En 1976, il est décoré du prix « artiste de mérite » de la république populaire de Hongrie.

## Source
International Who's Who in Music (2003 edition), p. 262

## Source de la traduction
- (en) Cet article est partiellement ou en totalité issu de l’article de Wikipédia en anglais intitulé « Gábor Gabos » (voir la liste des auteurs).